# Hedwigia (publikacja)
Hedwigia – wychodzące w latach 1864–1922 biologiczne czasopismo naukowe. Publikowane w nim były artykuły o roślinach nienaczyniowych, grzybach i chorobach roślin. Holding: Uniwersytet Harvarda, druk: Drezno.
Wszystkie numery czasopisma są dostępne w internecie jako domena publiczna. Można je dowolnie wykorzystywać (ich prawa autorskie już wygasły).
Kontynuatorem czasopisma jest obecnie Nova Hedwigia.
Opracowano 5 istniejących w internecie skorowidzów umożliwiających odszukanie artykułu:
- Title – na podstawie tytułu
- Author – na podstawie nazwiska autora
- Date – według daty
- Collection – według grupy zagadnień
- Contributor – według instytucji współpracujących[1].